# Maria Teresa Cucchiari
Anna Teresa Francesca Giuseppa Cucchiari, řeholním jménem Maria Teresa od Nejsvětější Trojice (10. října 1734, Řím - 10. června 1801, Avezzano) byla italská řeholnice a zakladatelka Sester od Nejsvětější Trojice. Katolická církev jí uctívá jako Služebnici Boží.

## Život
Narodila se 10. října 1734 v Římě jako dcera Domenica Andreje Cucchiariho a Cateriny roz. Vitell, pokřtěna byla ve stejný den. Vyrůstala v rodině obyčejných dělníků, kde se přísně dodržovali náboženské přikázání. Navštěvovala školu Řeholních vychovatelek Filippini, kde v ní začala růst touha pomahát lidem a zasvětit se Bohu. Jednoho dne roku 1760, když se modlila před Nejsvětější Svátostí v římském kostele San Carlino alle Quattro Fontane, uslyšela volání Boha. K úctě k svatému Janu z Mathy vstoupila do Třetího Řádu Nejsvětější Trojice pro vykupování zajatců. Tehdy plánovala založit kongregaci Řeholních vychovatelek Trinitářek. S pomocí otců trinitářů založila dívčí školu v Avezzanu. Dne 8. září 1762 přijala v kostele San Carlino hábit a to spolu se s jejími dvěma společnicemi Mariannou Rizzotti a Annou Reini. Jako řeholní jméno přijala Maria Teresa od Nejsvětější Trojice. Při této slavnosti jí vikář římské diecéze kardinál Marco Antonio Colonna předal titul matky a poslal jí vykonávat její činnost do Avezzana.
Na zákloadě iniciativy matky Marie Teresy byly další školy založené v Cappadocii (1765), Sulmoně (1787), Římě (1787) a Lancianu (1798). Byla pověřena řídit dva domovy; Konzervatoř S. Maria della Misericordia v Aquile (1777) a Konzervatoř S. Cosimo v Sulmoně (1789).
Zemřela 10. června 1801 v Avezzanu.
Dne 16. února 1996 vydala Kongregace pro blahořečení a svatořečení nihil obstat a dne 29. června 1996 byl v diecézi Avezzano zahájen její proces svatořečení. Od té doby jí náleží titul Služebnice Boží.